# Żółw świątynny
Żółw świątynny (Heosemys annandalii) – gatunek żółwia z rodziny batagurowatych (Geoemydidae).
RozmiaryDługość karapaksu – u samców do 50 cm, u samic do 42 cm.
WystępowanieŻółwie te występują w wolno płynących rzekach, na podmokłych polach i terenach bagiennych w Azji Południowo-Wschodniej, na terenie następujących krajów: Tajlandia, Wietnam, Laos, Kambodża i Malezja.
EkologiaŻółw świątynny jest zwierzęciem roślinożernym, ale zjada też ryby. Przy wylęgu z jaj temperatura ma wpływ na płeć młodych. Przy wyższej temperaturze z jaj klują się samice, przy niższej samce.
Status zagrożenia i ochronaGatunek balansuje na granicy wymarcia. Przez Międzynarodową Unię Ochrony Przyrody (IUCN) klasyfikowany jest jako krytycznie zagrożony wyginięciem; ujęty jest w załączniku II konwencji waszyngtońskiej (CITES). W ogrodach zoologicznych prowadzone są programy hodowlane, m.in. w zoo w Ostrawie.